# Franciszek Grabowski (1750–1836)
Franciszek Pobóg Grabowski (ur. w 1750, zm. 10 marca 1836 w Osmolicach) – senator-wojewoda Królestwa Polskiego, działacz polityczny, radca Rady Stanu Księstwa Warszawskiego w 1811 roku, obrońca przywilejów.
Właściciel dóbr Abramowice i Osmolice. Został odznaczony Orderem Orła Białego 24 maja 1829. Odznaczony Orderem Świętego Stanisława I klasy w 1815 roku.
Z zawodu prawnik. W 1809 objął stanowisko radcy wydziału sprawiedliwości w rządzie centralnym w Lublinie. W 1810 wszedł do sekcji sprawiedliwości Rady Stanu Księstwa Warszawskiego.
Początkowo był przeciwnikiem Kodeksu Napoleona. Z tej racji występował przeciw wprowadzeniu go do Księstwa Warszawskiego przez ówczesnego ministra sprawiedliwości Feliksa Łubińskiego. W 1814 został powołany do sekcji sądowej komitetu Cywilnego Reformy. Domagał się wtedy zniesienia kodeksu Napoleona i francuskiego postępowania sądowego. W Królestwie Polskim od 1815 senator-kasztelan, zajmował się organizacją nowego Sądu Najwyższego. W 1825 został senatorem-wojewodą Królestwa Polskiego.
Zasłynął jako klerykał i reprezentant ugodowej polityki wobec Rosji, zaskoczony wybuchem powstania listopadowego, uznał je, lecz nie wziął w nim udziału. Jako senator podpisał 30 kwietnia 1831 roku akt detronizacji Mikołaja I Romanowa. Jego syn Tomasz Grabowski był także senatorem.